# Ruota a pale

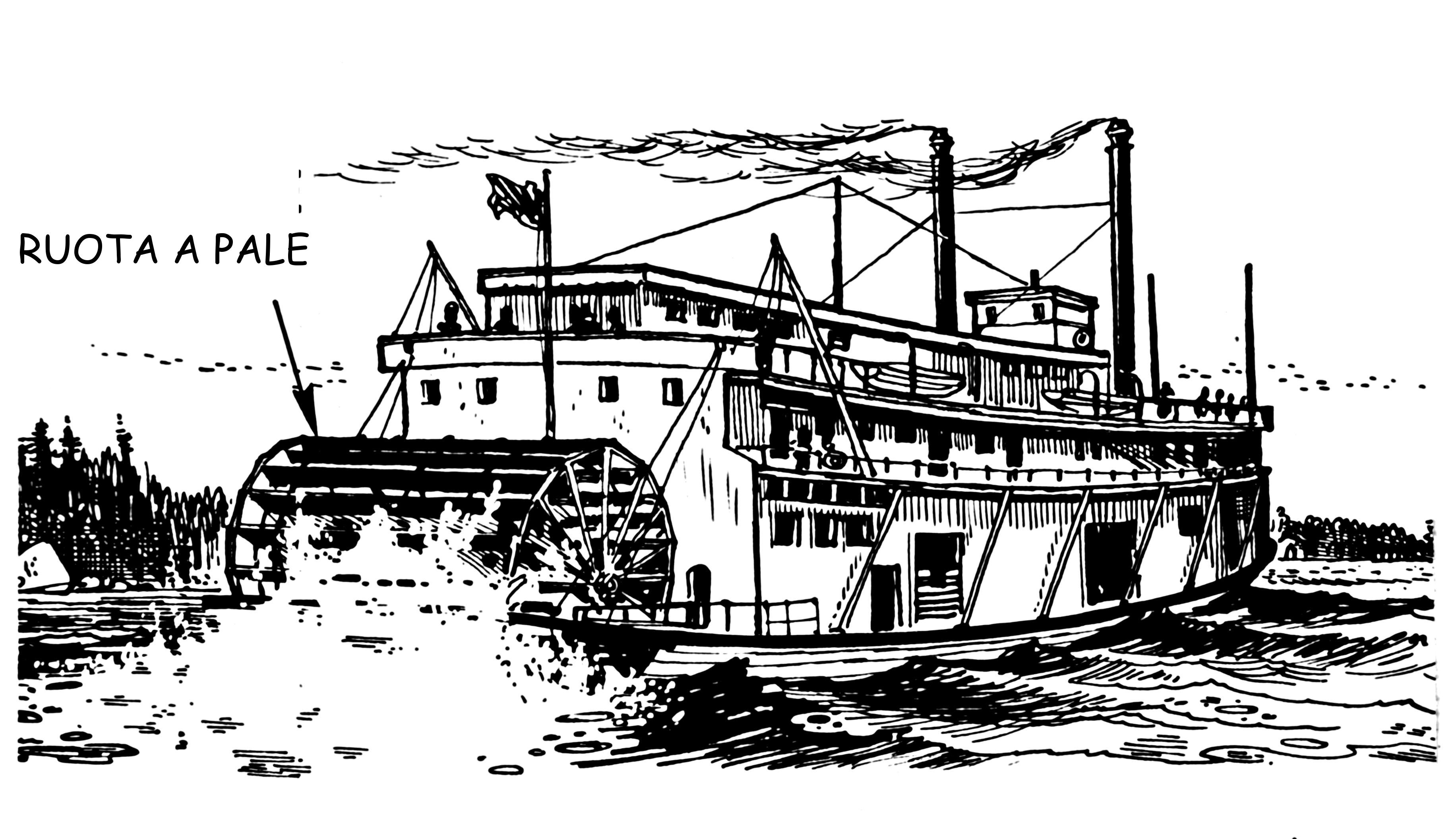
Un battello a ruota con ruota unica a poppa.

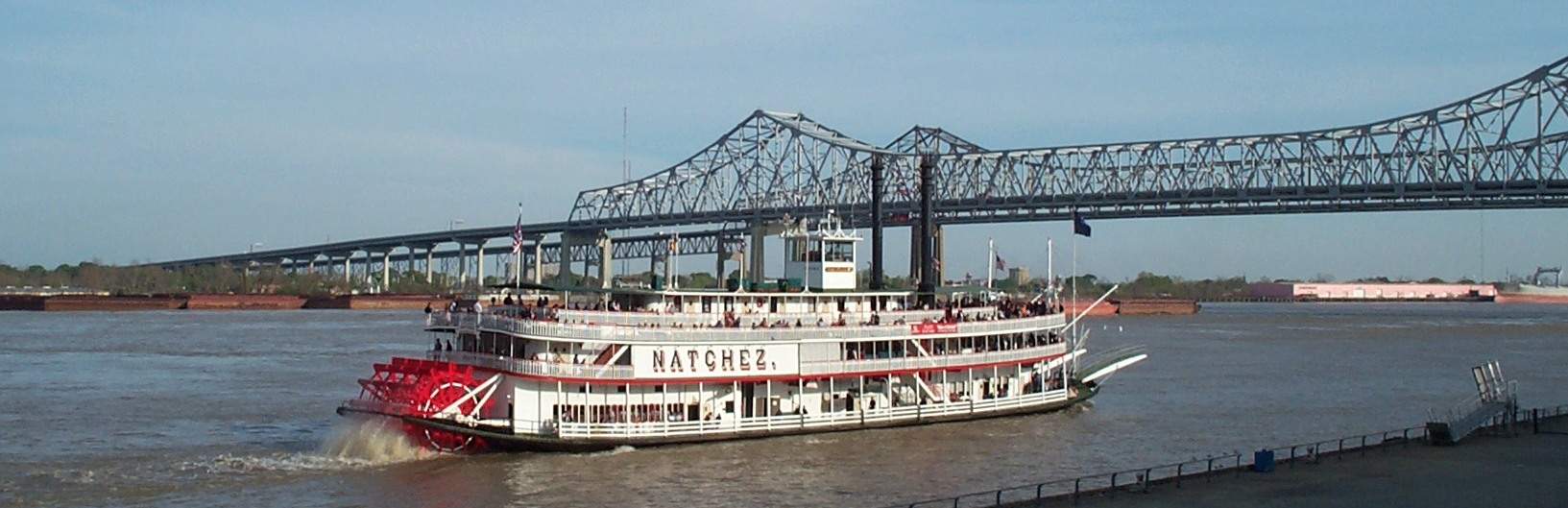
Il battello a ruota Natchez con ruota a poppa.

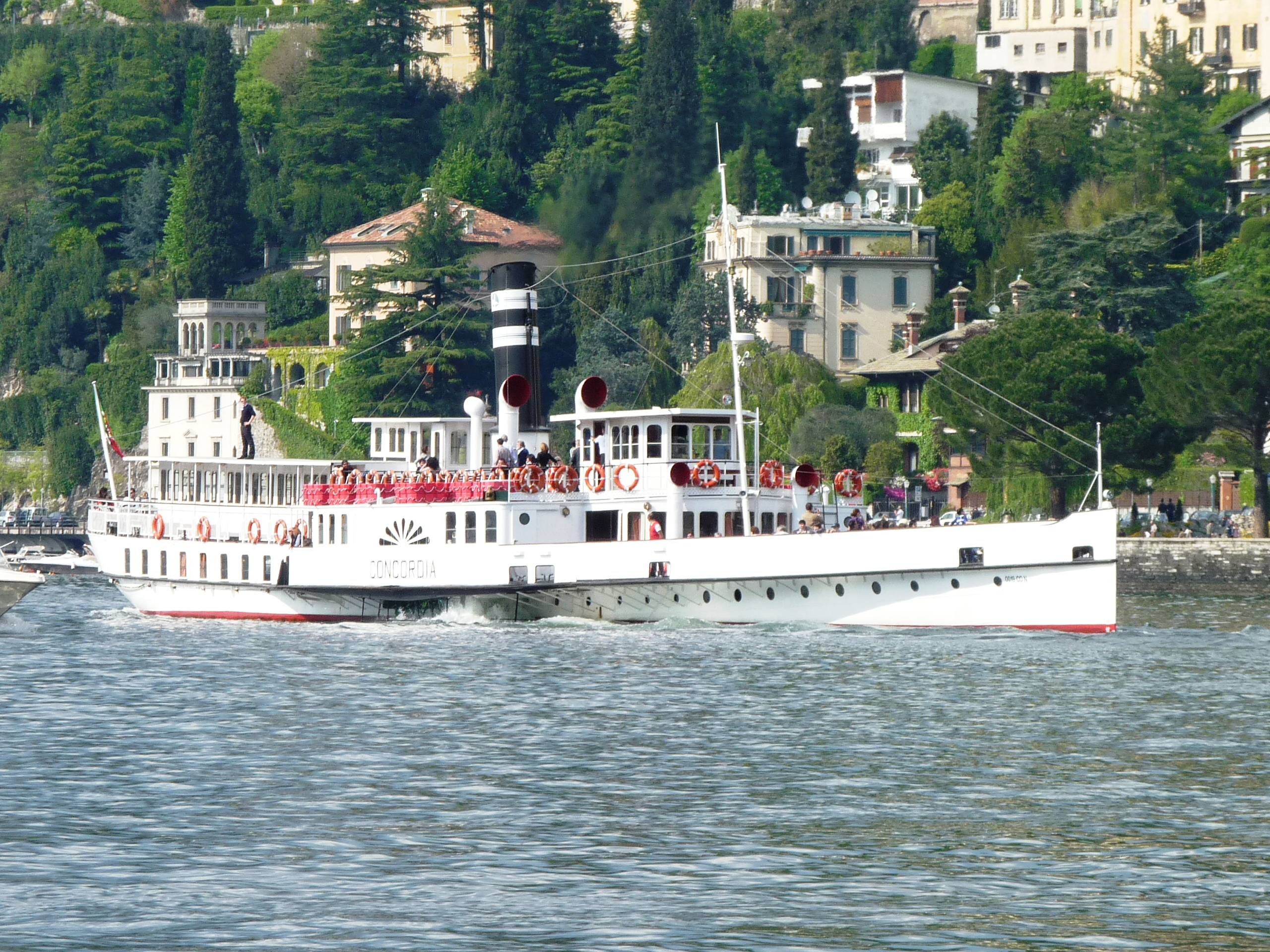
Il piroscafo a ruota Concordia con ruote sui fianchi

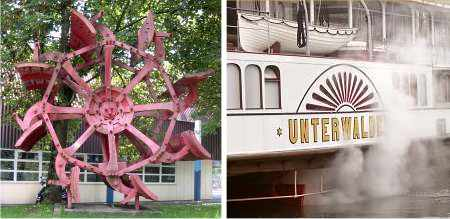
Una ruota a pale ed il particolare del tamburo che la alloggiava sul fianco di un battello a ruota.

La ruota a pale è un sistema di propulsione utilizzato in passato su un'imbarcazione per trasmettere l'energia meccanica all'acqua ottenendo per reazione una spinta.
Questa è una grande ruota contornata da una serie di palette che rimangono immerse nell'acqua.
Costruttivamente la ruota a pale è molto simile alla ruota idraulica.
Gli allestimenti navali più comuni furono principalmente due: (immagine 1 e 2) una ruota molto larga montata a poppa (così erano fatti i battelli che navigavano  grandi fiumi degli Stati Uniti come il Mississippi) oppure (immagine 3) due ruote montate simmetricamente ai fianchi dell'imbarcazione.
Le ruote a pale mosse da un motore a vapore furono il principale sistema di propulsione navale nel diciannovesimo secolo. Verso la fine del secolo questo sistema di propulsione fu gradualmente sostituito dal più efficiente sistema di propulsione ad elica. (l'efficienza di una ruota a pale è di circa il 30% mentre l'efficienza di un'elica è circa il 70%). 
Nell'intento di migliorare l'efficienza del propulsore a ruota si adottarono sistemi di orientamento delle pale con un sistema ad eccentrico detto "a Caporale" come era realizzato sul Piemonte. In questo modo la pala immersa in acqua tendeva a rimanere in una posizione che si discostava di poco dalla verticale. 
Un problema che si verificava con le imbarcazioni a doppia ruota era la difficoltà di manovrare in caso di cattive condizioni del mare: nel rollio della nave dovuto a onde molto alte una delle due ruote veniva a trovarsi completamente al di fuori dell'acqua e quindi la spinta divenuta asimmetrica tendeva a far ruotare su se stessa la nave.
Il pedalò diffuso sulle spiagge turistiche rimane l'unico natante che ancora oggi utilizza il sistema di propulsione a ruota.